# دفاتر الصحراء
دفاتر الصحراء هو منبر إعلامي مستقل من أرض الساقية الحمراء ووادي الذهب، تأسس في مارس 2004، وقد أعطى حيزاً كبيراً في نشاطاته لتغطية انتفاضة الاستقلال السلمية التي اندلعت بمدينة العيون عاصمة الساقية الحمراء ووادي الذهب في 21 مايو 2005.
انطلق موقع دفاتر الصحراء سنة 2004 بإمكانيات جد متواضعة ليتحول بعد ذلك سنة 2005 إلى موقع إخباري مختص في تغطية أخبار انتفاضة الاستقلال التي وبنجاحها نجح معها هذا الموقع إلى درجة أنه لم يكن بالإمكان استيعاب عدد الزيارات الكثيرة في بعض الأحيان بل وقامت الحكومة المغربية في سبتمبر 2005 بحجبه رسمياً داخل تراب المملكة المغربية وتراب الساقية الحمراء ووادي الذهب.